# Scaptomyza subvittata
Scaptomyza subvittata är en tvåvingeart som beskrevs av Walter Leopold Victor Hackman 1959. Scaptomyza subvittata ingår i släktet Scaptomyza och familjen daggflugor.
Artens utbredningsområde är Costa Rica. Inga underarter finns listade i Catalogue of Life.